# ТОС-2
ТОС-2 (Тосочка) (рос. тяжёлая огнемётная система [ТОС-2], Важка вогнеметна система) — російська реактивна система залпового вогню, здатна використовувати термобаричні боєголовки, встановлена на тривісному шасі вантажівки. ТОС-2 був розроблений для атаки на укріплені позиції противника, а також на легкоброньовану техніку та транспорти, зокрема на відкритій місцевості.

## Історія

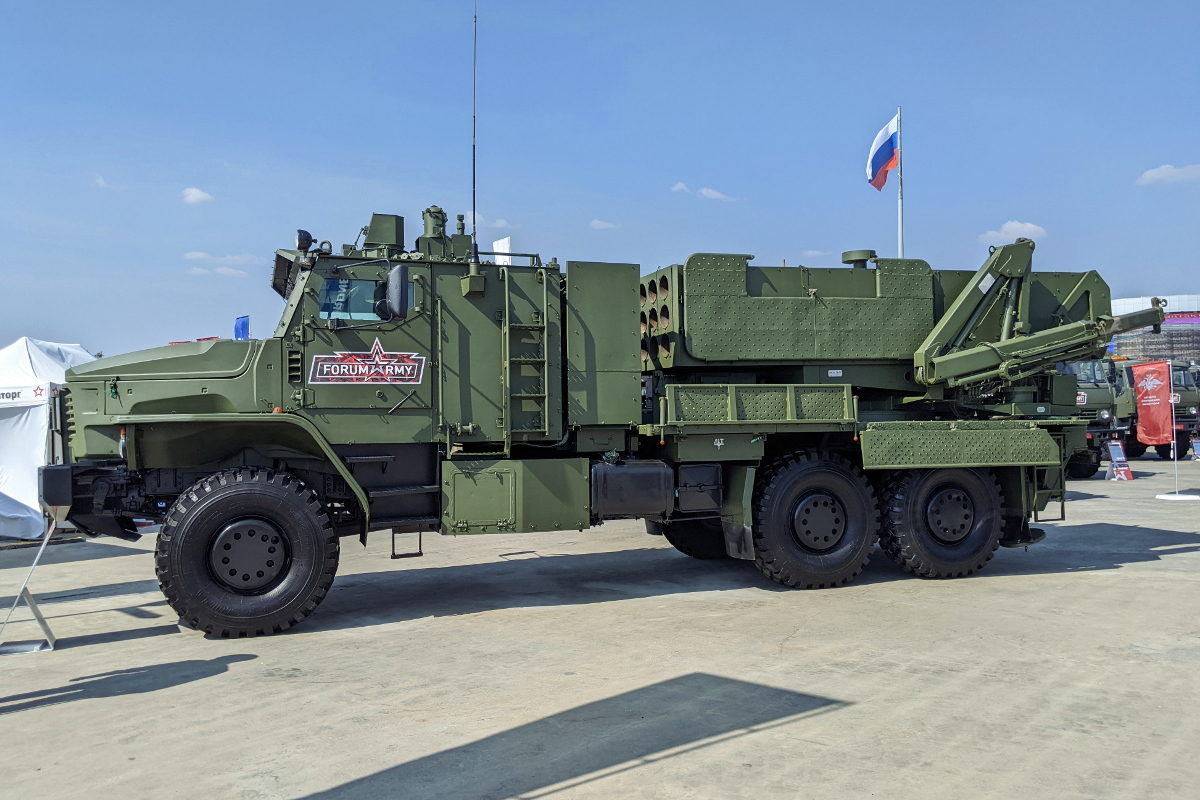
Повний вигляд ТОС-2 збоку

12 січня 2018 року було оголошено, що НВО «Сплав» працює над прототипом системи ТОС-1 наступного покоління для проведення попередніх випробувань.
Нова система ТОС-2 ("Тосочка ") була вперше представлена під час параду Перемоги в Москві 2020 року, а також продемонстрована під час навчань «Кавказ-2020» у вересні 2020 року. Оснащена потужнішою ракетою ТБС-М3 та власним краном. Також має збільшену дальність стрільби та захищена від високоточної зброї. У системі використовується всюдихідний автомобіль Урал-63706-0120 з колісною формулою 6x6 замість гусеничного броньованого шасі ТОС-1а.
ТОС-2 надійшов на озброєння Центрального військового округу 6 січня 2021 року.
Наприкінці травня 2022 року ТАРС повідомило, що система була розгорнута в Україні під час російського вторгнення в Україну у 2022 році. У жовтні 2023 року систему ТОС-2 було помічено в районі навколо Кремінної, Луганська область. У серпні 2024 року повідомлялося, що дальність дії системи було збільшено до 20 км. Постачання маскувального покриття розпочалося у жовтні 2024 року.
14 лютого 2025 року було заявлено, що перша російська РСЗВ ТОС-2 була знищена у районі Покровська.

## Боєприпаси
- МО.1.01.04 (рос. неуправляемый реактивный снаряд) — 3,3 м завдовжки та вагою 173 кг.[10] Оригінальна ракета для ТОС-1а мала дальність польоту лише 2700 м. Модернізовані системи з активним захистом, новим двигуном та пусковими установками, а також інші вдосконалення були поставлені на початку 2018 року.[11]
- Ракета MO.1.01.04M — 3,7 м завдовжки та важить 217 кг.[12] Ця версія розширює дальнысть до 6 000 м. Систему було модернізовано у 2016 році.[13]
- Ракета M0.1.01.04M2 була модернізована у березні 2020 року до важчої термобаричної бойової частини та дальності стрільби 10 км, щоб працювати поза межами досяжності сучасних ПТУР.[12]